# 勒波日
勒波日（法語：Le Porge，法語發音：[lə pɔʁʒ]）是法国吉伦特省的一个市镇，属于莱斯帕尔梅多克区。

## 地理
勒波日（44°52'22"N, 1°5'31"W）面积149.03 平方千米，位于法国新阿基坦大区吉倫特省，该省份为法国西南部沿海省份，是法國本土面积最大的省，北起滨海夏朗德省，西临大西洋，南至朗德省，东南接洛特-加龍省，东临多爾多涅省。
与勒波日接壤的市镇（或旧市镇、城区）包括：阿雷斯、拉卡诺、莱日卡普费雷、索莫斯、勒唐普勒。

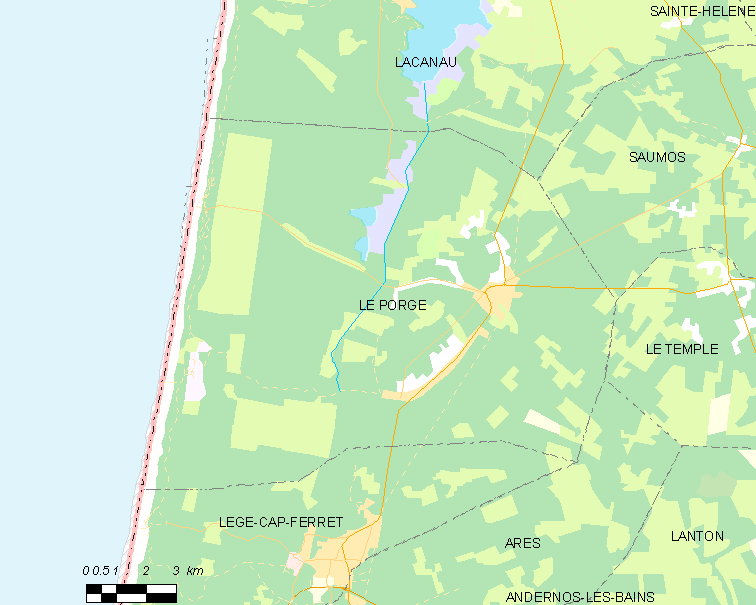
勒波日的OSM定位图

勒波日的时区为UTC+01:00、UTC+02:00（夏令时）。

## 行政
勒波日的邮政编码为33680，INSEE市镇编码为33333。

## 政治
勒波日所属的省级选区为南梅多克县。

## 人口

1962-2008年间勒波日人口变化图示

勒波日于2022年1月1日时的人口数量为3418人。